# Henk Wery
Henk Wery (* 10. června 1943 Amersfoort) je bývalý nizozemský fotbalista, útočník.

## Fotbalová kariéra
V nizozemské lize hrál za AFC Door Wilskracht Sterk, DOS Utrecht, Feyenoord a FC Utrecht. Nastoupil ve 367 ligových utkáních a dal 113 gólů. Nizozemskou ligu vyhrál třikrát s Feyenoordem a jednou s AFC Door Wilskracht Sterk, Nizozemský fotbalový pohár vyhrál v roce 1969 s Feyenoordem. V Poháru mistrů evropských zemí nastoupil v 17 utkáních a dal 4 góly a v Poháru UEFA nastoupil ve 24 utkáních a dal 7 gólů. V roce 1970 Pohár mistrů evropských zemí s Feyenoordem vyhrál. V Interkontinentálním poháru nastoupil ve 2 utkáních a pohár v roce 1970 s Feyenoordem vyhrál. Za nizozemskou reprezentaci nastoupil v letech 1967-1973 ve 12 utkáních a dal 3 góly.

## Ligová bilance
| Ročník                    | Zápasy | Góly | Klub                      |
| ------------------------- | ------ | ---- | ------------------------- |
| Eredivisie 1963/64        | 15     | 2    | AFC Door Wilskracht Sterk |
| Eredivisie 1964/65        | 30     | 8    | DOS Utrecht               |
| Eredivisie 1965/66        | 29     | 19   | DOS Utrecht               |
| Eredivisie 1966/67        | 34     | 12   | DOS Utrecht               |
| Eredivisie 1967/68        | 34     | 13   | DOS Utrecht               |
| Eredivisie 1968/69        | 32     | 10   | Feyenoord                 |
| Eredivisie 1969/70        | 31     | 10   | Feyenoord                 |
| Eredivisie 1970/71        | 34     | 11   | Feyenoord                 |
| Eredivisie 1971/72        | 34     | 10   | Feyenoord                 |
| Eredivisie 1972/73        | 23     | 3    | Feyenoord                 |
| Eredivisie 1973/74        | 19     | 5    | Feyenoord                 |
| Eredivisie 1974/75        | 31     | 7    | FC Utrecht                |
| Eredivisie 1975/76        | 21     | 3    | FC Utrecht                |
| CELKEM 1. nizozemská liga | 367    | 113  |                           |